# 木瀬りえ子
木瀬りえ子（きせ りえこ、7月30日）は日本の歌手、アコースティックギター奏者。埼玉県草加市出身。
1993年、トーラスレコードからシングル『愛されたいと思うのに』でデビュー。
1998年以降は「Reebow and Low Technical Club Band」（2011年8月6日より、Reebow and High Technical Club Band）のボーカル＆ギターとしてインディーズで活動。膝〜太股まであるワンレングスのロングヘアが特徴。
2008年からは、別バンドでボーカル(『トゥループス』、『R.i.C.k.』、プログレッシブ・ロックバンドの『Truth and Reality』)という活動が多くなっている。2010年以降は、Truth and Realityがメインとなっている。
2013年5月より、アコースティックでプログレをカバーするバンド、ROMの活動開始。
2018年より、カルメン・マキ＆OZ トリビュートバンド The Lovelace 結成に参加。

## ディスコグラフィー

### 木瀬りえ子名義
メジャー時、シングル曲の所属レーベルはトーラスレコード→ニュートーラス。
- 愛されたいと思うのに（1993年12月1日、シングル）作詞；及川眠子、作曲；井上ヨシマサ、編曲；井上日徳

　C/W　熱い風の中で　作詞；沢村大和、作曲；勝誠二、編曲；難波弘之
- あの空に鳥を逃がして（1994年5月11日、シングル）作詞；松井五郎、作曲；羽田一郎、編曲；西平彰

　C/W　悲しみのオーラ　作詞；及川眠子、作曲；松本俊明、編曲；井上日徳
レーベルは、テイチク・ミュージック・コーポレーション
- 夢見るだけじゃ涙は消えない（1996年8月1日、シングル）作詞；渡辺なつみ、作曲；石井妥師、編曲；大村雅朗、石井妥師

　C/W　オレンジの太陽をめざすあの雲のように　作詞；夏野芹子、作曲；石井妥師、編曲；大村雅朗
レーベル：ミュージックプラス
- Ree-Cycle（2016年10月29日、アルバム）上記 過去シングル曲をリテイク。新曲2曲を加えての、1stアルバム

レーベル：Tangerine Records
- みかん色の・・・（2025年8月20日、シングル）作詞 : ちゃもん、ともころ　作曲 : りかどり　編曲 : 明石隼汰）みかんクラブによるfeaturing曲。

### Reebow and Low Technical Club Band名義
- Song of Love（1998年、アルバム）
- アイ・ウィッシュ（2002年、シングル）
- Nature001（2003年、シングル）
- Actually（2004年、アルバム）iTunes Store, Spotify, AWA などでの配信有り。

### Truth and Reality 名義
- Truth and Reality I（2008年、アルバム）
- Truth and Reality II（2009年、アルバム）
- Truth and Reality III（2011年、アルバム）

### その他
蒸気探偵団ボーカルアルバム White 3曲目Brave Shine, 10曲目So Blue　Rieko・Slick名義
TROUPES (1st Mini-album) The New Reality, 収録曲：新しい現実, Mirage, Moon Palace, Venus 全４曲
TROUPES ライブのみの楽曲も有り。
TROUPES 2nd Album Hide and Seek, 収録曲；ラウンド・ワウンド, レイニング, 神様のいない１０月, ハイド・アンド・シーク, レイニング（アコースティック） 全５曲(2014/08/16 発売)
浦沢直樹バンドのアルバム、半世紀の男で、コーラス参加。

## CM
- シャナ基礎化粧品

## ライブ
2019年
- Reebow and High Technical Club Band(with 池田邦人, 高石真樹雄, 窪耕一郎)　2019年11月09日　ワンマンライブ　西荻窪Terra

2018年
- Reebow and High Technical Club Band(with 池田邦人, 高石真樹雄, 窪耕一郎)　2018年10月27日　ワンマンライブ　代々木 アルティカ７
- Reebow and High Technical Club Band(with 池田邦人, 高石真樹雄)　2018年6月16日　豪徳寺Leafroom

2017年
2016年
- 木瀬りえ子　2016年10月29日　ワンマンライブ　蒲田 Opus II

2015年
2014年
- TROUPES　2014年8月16日　六本木クラブエッジ
- ROM　2014年8月9日　西荻窪Terra
- Truth and Reality　2014年7月3日　ワンマンライブ　高田馬場音楽室DX
- ROM　2014年5月31日　西荻窪Terra
- ROM　2014年3月29日　西荻窪Terra
- Truth and Reality　2014年3月　ワンマンライブ　高田馬場音楽室DX
- S.O.Sスペシャルワンタイムセッション 谷川シロー＆大久保治信 feat. Reebow　 2014年1月30日　西荻窪Terra　メンバー；谷川シロー(Gt.), 堀尾忠司(Bass), 笹井新介(Dr.), [大久保治信](Key.)

2013年
- ROM　2013年10月5日　西荻窪Terra
- Truth and Reality　2013年9月30日　原宿クロコダイル
- Truth and Reality　2013年8月25日　ワンマンライブ　西荻窪Terra
- Truth and Reality　2013年6月24日　原宿クロコダイル
- ROM　2013年5月20日　西荻窪Terra　メンバー；大久保 治信(Key), 南明男(Guitar)
- TROUPES　2013年2月16日　六本木クラブエッジ

2012年
- Truth and Reality　2012年12月19日　ワンマンライブ　高田馬場音楽室DX
- Truth and Reality　2012年11月11日　吉祥寺シルバーエレファント
- Truth and Reality　2012年9月15日　ワンマンライブ　西荻窪Terra
- Reebow and High Technical Club Band(with 池田邦人, 高石真樹雄)　2012年9月8日　高円寺稲生座
- Moggie　2012年07月　六本木クラブエッジ（ゲストボーカル）
- Reebow and High Technical Club Band(with 池田邦人, 高石真樹雄)　2012年7月14日　高円寺楽や
- Truth and Reality　2012年6月10日　ワンマンライブ　西荻窪Terra
- Truth and Reality　2012年4月15日　吉祥寺シルバーエレファント
- Reebow and High Technical Club Band(with 池田邦人, 高石真樹雄)　2012年2月5日　高円寺ショーボート
- Reebow and High Technical Club Band(with 池田邦人, 高石真樹雄)　2012年1月28日　高円寺稲生座

2011年
- Truth and Reality　2011年12月7日　ワンマンライブ　西荻窪Terra
- Truth and Reality　2011年9月24日　ワンマンライブ　高田馬場音楽室DX
- Reebow and High Technical Club Band(with 池田邦人(Guitar), 高石真樹雄(Bass))　2011年8月6日　代々木ARTICA
- Truth and Reality　2011年7月28日　吉祥寺シルバーエレファント
- Truth and Reality　2011年6月11日　幡ヶ谷CLUB HEAVY SICK
- BATTERSEA POWER STATION at 高円寺ショーボート(ゲストボーカル)　2011年4月9日
- Truth and Reality　2011年4月8日　吉祥寺シルバーエレファント
- Truth and Reality　2011年1月23日　西荻窪Terra

2010年
- Reebow and GUY　2010年12月25日　代々木ARTICA
- Daimyo Presents　2010年11月3日　宇都宮
- Truth and Reality　2010年10月10日　西荻窪Terra
- Reebow and Low Technical Club Band(with 池田邦人(Guitar))　2010年7月4日　高田馬場 四谷天窓
- R.i.C.k. Vol.15　2010年3月27日　代々木ARTICA
- Truth and Reality　2010年2月5日　西荻窪Terra

2009年
- R.i.C.k. Vol.14　2009年12月26日　代々木ARTICA
- R.i.C.k. Vol.13　2009年11月28日　代々木ARTICA
- Troupes　2009年10月24日　町田小田急百貨店屋上 フリーライブ(予定されていたが、直前の降雨により演奏無し)
- Troupes　2009年10月15日　代々木Bogaloo
- WAKUI's BIRTHDAY SPECIAL ACOUSTIC LIVE ! 2009年10月4日　黄金町 試聴室その２　ゲストボーカル参加
- R.i.C.k. Vol.12　2009年9月12日　宇都宮かぼちゃ亭
- Truth and Reality　2009年9月11日　西荻窪Terra
- R.i.C.k. Vol.11　2009年9月3日　代々木ARTICA
- Truth and Reality　2009年8月19日　大塚Wellcom Back
- Truth and Reality　2009年7月23日　原宿クロコダイル
- R.i.C.k. Vol.10　2009年7月18日　代々木ARTICA
- Troupes　2009年7月9日　代々木Bogaloo
- Truth and Reality　2009年6月6日　西荻窪Terra
- R.i.C.k. Vol.09　2009年5月30日　代々木ARTICA
- R.i.C.k. Vol.08　2009年4月25日　代々木ARTICA
- Troupes　2009年3月19日　代々木Bogaloo
- R.i.C.k. Vol.07　2009年3月14日　宇都宮かぼちゃ亭
- R.i.C.k. Vol.06　2009年1月24日　代々木ARTICA

2008年
- Troupes　2008年12月28日　Club Edge Roppongi
- Truth and Reality　2008年12月27日　吉祥寺シルバーエレファント
- R.i.C.k. Vol.05　2008年12月6日　代々木ARTICA
- S.O.Sスペシャルワンタイムセッション　2009年11月28日　西荻窪テラ　メンバー；大久保 治信(Key), 狩野 良昭(Guitar), 山内 薫(Bass), 三浦 晃嗣(Dr), Reebow(Vo)
- Troupes　2008年11月21日　代々木Bogaloo
- R.i.C.k. Vol.04　2008年10月25日　代々木ARTICA
- R.i.C.k. Vol.03　2008年9月18日　代々木ARTICA
- Troupes　2008年7月19日　代々木Bogaloo
- R.i.C.k. Vol.02　2008年6月26日　代々木ARTICA
- Troupes　2008年6月14日　代々木ARTICA
- Troupes　2008年5月22日　下北沢クラブ251
- R.i.C.k. Vol.01　2008年5月8日　代々木ARTICA
- Truth and Reality　2008年1月23日　吉祥寺シルバーエレファント

2007年
- Reebow and Low Technical Club Band(ワンマンライブ)　2007年7月28日　大泉学園まほうの竜
- Reebow and Low Technical Club Band　2007年6月29日　高田馬場 四谷天窓
- Reebow and Low Technical Club Band　2007年5月20日　代々木Bogaloo
- Reebow and Low Technical Club Band　2007年4月6日　高田馬場 四谷天窓

2006年
- Reebow and Low Technical Club Band　2006年12月28日　渋谷ギルティ
- Reebow and Low Technical Club Band　2006年10月29日　高田馬場
- Reebow and Low Technical Club Band　2006年9月22日　代官山NOMAD
- Reebow and Low Technical Club Band　2006年9月2日　上野恩賜公園野外ステージ(水上音楽堂)
- Reebow and Low Technical Club Band　2006年8月25日　下丸子UNISON
- Reebow and Low Technical Club Band　2006年7月28日　四谷天窓
- Reebow and Low Technical Club Band　2006年6月17日　代官山NOMAD
- Reebow and Low Technical Club Band　2006年5月12日　代々木cure*m(キュアエム)
- Reebow and Low Technical Club Band　2006年4月28日　四谷天窓コンフォート

2005年
- Reebow and Low Technical Club Band　2005年12月23日　四谷天窓
- Reebow and Low Technical Club Band　2005年11月20日　四谷天窓
- Reebow and Low Technical Club Band　2005年11月5日　阿佐谷ドラム
- Reebow and Low Technical Club Band　2005年9月28日　秋葉原・岩本町ライブスポット・パゴダ
- Reebow and Low Technical Club Band　2005年9月25日　船橋 無国籍料理「月」
- Reebow and Low Technical Club Band　2005年8月24日　秋葉原・岩本町ライブスポット・パゴダ

2004年
2003年
2002年
2001年
2000年